# Брукс (округ, Джорджия)
Брукс (англ. Brooks County) — округ штата Джорджия, США. Население округа на 2000 год составляло 16450 человек. Административный центр округа — город Куитмен.

## История
Округ Брукс основан в 1858 году.

## География
Округ занимает площадь 1279.5 км2.

## Демография
Согласно Бюро переписи населения США, в округе Брукс в 2000 году проживало 16450 человек. Плотность населения составляла 12.9 человек на квадратный километр.